# Spilogona scutulata
Spilogona scutulata este o specie de muște din genul Spilogona, familia Muscidae. A fost descrisă pentru prima dată de Johann Andreas Schnabl și Dziedzicki în anul 1911. Conform Catalogue of Life specia Spilogona scutulata nu are subspecii cunoscute.